# Johann Friedrich Menz

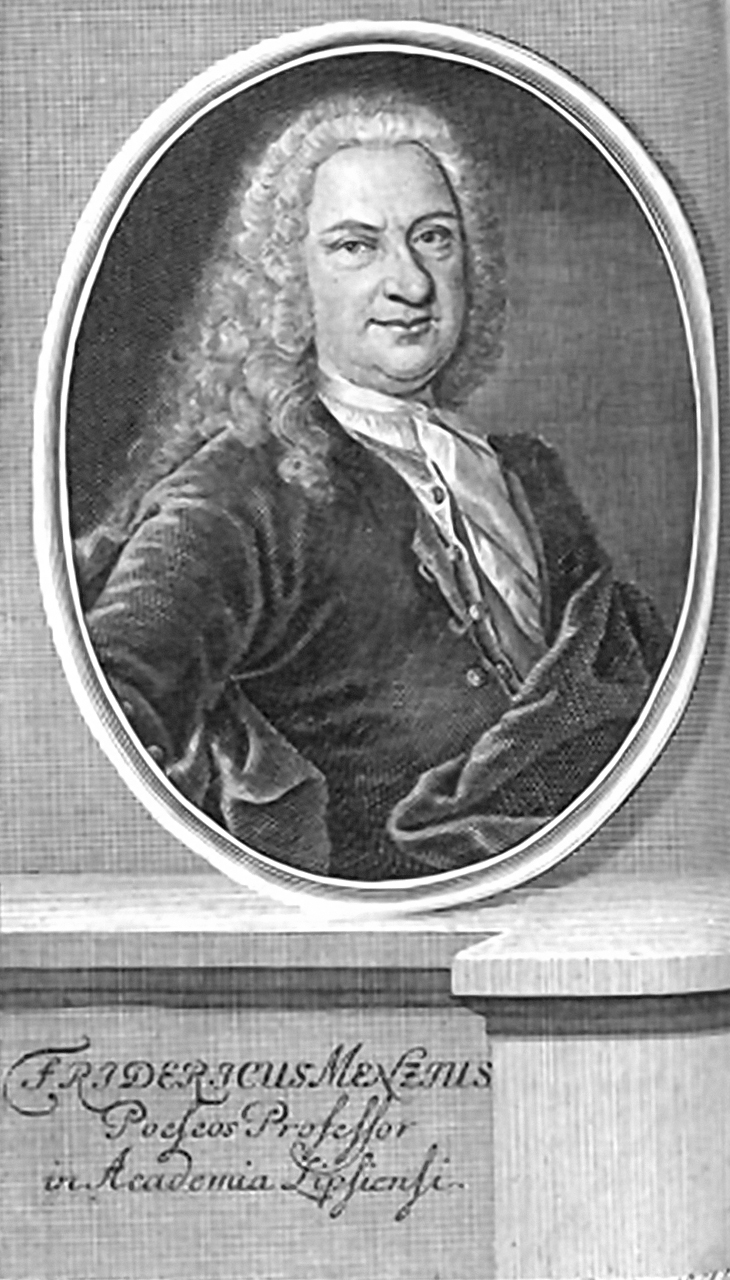
Friedrich Menz

Johann Friedrich Menz (* 7. November 1673 Lütgen-Dortmund; † 19. September 1749 in Leipzig) war ein deutscher Philosoph, Literaturwissenschaftler und Physiker.

## Leben
Johann Friedrich Menz, gerufen Friedrich Menz, Sohn des Theologen Johann Bernhard Menz, besuchte das Gymnasium in Dortmund. 1697 begann er ein Studium an der Universität Leipzig. Dort wurde er 1698 Baccalaureus und 1700 Magister der Philosophie. 1711 wurde er Assessor der philosophischen Fakultät, 1725 ordentlicher Professor der Philosophie ohne Sitz und Stimme in der Fakultät, 1730 ordentlicher Professor der Poesie mit Sitz und Stimme, und 1739 ordentlicher Professor der Physik.
Zudem war er Decemvir der Leipziger Hochschule, Senior der philosophischen Fakultät, Senior der sächsischen Nation, Kollegiat des großen Fürstenkollegiums und Ephorus der kurfürstlichen Kollegien. Außerdem beteiligte er sich auch an den organisatorischen Aufgaben der Leipziger Hochschule und war in den Sommersemestern 1743 und 1735 Rektor der Alma Mater.
Menz verstarb unverheiratet an einem Herzinfarkt und hinterließ der Leipziger Universitätsbibliothek einige Manuskripte.

## Werke
- Diss. de Sardanapalo, laudabili Assyriorum principe. Leipzig 1700
- Diss. Cogitationes in Gellii Libri II. Cap. 12 de Solonis legibus, et una speciatim. Leipzig 1701
- Diss. de prima  imperii inter  homines  orìgine. Leipzig 1704
- Diss. de plantis, quas ad rem magicam facere crediderut veteres. Leipzig 1705
- Diss. revocans antipathiae physìcae phaenomena ad fuas caussas. Leipzig 1708
- Diss. adserens, normam actionum humanarum in societate improprie dici legem naturae. Leipzig 1711
- Diss. Vita et gesta Patrocli, Martyris, Sufatensium Patroni observattonibus illustrata. Leipzig 1712
- Diss. Fastus philosophicus virtutis colore infucatus. Leipzig 1712
- Vitam Et Gesta Patrocli Martyris Susatensium Patroni Obseruationibus Illustratam. Fleischer, Lipsiae 1712 (Digitalisat)
- Diss. qua probatur, Socratem nec officiosum maritum, nec laudandum patrem familiae fuisse. Leipzig 1716
- Diss. sistens studium partium Gottfridi Arnoldi in historia Novatianorum. Leipzig 1718
- Aristippus, Philosophus Socraticus. Halle/Magdeburg 1719
- Diss. Generatio paradoxa in rana conspicus. Leipzig 1724
- Progr. de eruditorum miseriis, eorumque caussis. Leipzig 1725
- Diss. de delectu militari prudenter habendo. Leipzig 1727
- Diss. Contentiosi Sophistae pusillitas. Leipzig 1728
- Diss. de consecratione templorum Romanorum. Leipzig 1729
- Orationes binae, prima de caussis contemtae Philosophiae, habita, cum munus Professoris Philos. Ordin. adiret, a. 1725 d. 14 Martii: altera de poetico decoro, dicta, cum Poetices provinciam a. 1730 d. 28 Febr. ingrederetur. Leipzig 1735
- Progr. de natura frigoris. Leipzig 1740
- Prog. de primis initiis artis typogiaphicae in urbe Lipsia. Leipzig 1740
- Diss. de Ephetis Atheniensium iudicibua. Leipzig 1740
- Diss. de Socratis methodo docendi e scholis non omnino proscribenda. Leipzig 1740
- Progr. super epigrammata in Anthologia veterum Poètarum L. I. cap. ic. Leipzig  1741
- Progr. de Hermanni a Kerssenbroick Historia belli Anabaptistarum Monasteriensi manuscripta. Leipzig 1743
- Progr. quo Rempublicam litterariam perquirit. Leipzig 1749
- Progr. de pudore erudito. Leipzig 1749
- Progr. de Cornelio Nepote etc. Leipzig 1749